# Grand Prix de la montagne du Tour d'Espagne
Le Grand Prix de la montagne du Tour d'Espagne est un classement annexe du Tour d'Espagne cycliste, qui récompense le coureur passant le plus souvent parmi les premiers au sommet des ascensions. La couleur du maillot a beaucoup évolué au fil de l'histoire. En 2009, son leader était récompensé par le port du maillot rouge. Ce maillot devient blanc à pois bleus en 2010, car le rouge est désormais réservé au leader du classement général.

## Histoire
Ce classement a été introduit dès la première édition de la Vuelta, en 1935, et il a été remporté par l'Italien Edoardo Molinar.
L'Espagnol José Luis Laguía avec ses cinq victoires dont trois consécutives, détient le record de succès dans ce classement. Avant 2010, quatre autres coureurs espagnols ont remporté ce classement trois fois consécutivement : Antonio Suárez, Antonio Karmany, Julio Jiménez et José María Jiménez. De ce fait, David Moncoutié devient le premier étranger à remporter pour la troisième fois ce classement. L'année suivante, il devient, tout simplement, le premier coureur de l'histoire à remporter pour la quatrième fois consécutive la tunique à pois bleus. Au total, les Espagnols ont remporté 47 fois sur 65 ce classement, depuis sa création.

## Évolution de la couleur du maillot
Jusqu'en 1985, le maillot a été vert. Au gré des changements des sponsors, plusieurs couleurs lui ont été attribuées : vermillon en 1986, rouge en 1987, blanc avec motifs de grains de café en 1988 et 1989, vert entre 1990 et 1993. De 1994 à 2000 il est blanc, associé à des manches jaunes en 1999, et bleues en 2000. En 2001, il devient orange, bordeaux en 2004, puis à nouveau orange en 2006. Il est enfin gris en 2007, grenat en 2008 et 2009, avant d'adopter à partir de 2010 ses couleurs actuelles, blanc à pois bleus.
| Dates        | Couleur                |
| 1935(?)-1985 | vert                   |
| 1986         | rouge vermillon        |
| 1987         | rouge                  |
| 1988-1989    | blanc à grains de café |
| 1990-1993    | vert                   |
| 1994-2000    | blanc                  |
| 2001-2003    | orange                 |
| 2004-2005    | rouge bordeaux         |
| 2006         | orange                 |
| 2007         | gris                   |
| 2008-2009    | rouge grenat           |
| Depuis 2010  | blanc à pois bleus     |

## Attribution des points
Lors des ascensions du Tour d'Espagne, des points sont attribués aux premiers coureurs atteignant le sommet d'une côte. Les côtes sont réparties en cinq catégories basées sur leur difficulté et correspondant à une échelle de points. La Cime Alberto Fernández correspond au col à l'altitude la plus élevée franchi par chaque édition.
L'attribution des points est la suivante :
| Type d'étape / Place   | 1er | 2e | 3e | 4e | 5e | 6e |
| ---------------------- | --- | -- | -- | -- | -- | -- |
| Cime Alberto Fernández | 20  | 15 | 10 | 6  | 4  | 2  |
| Catégorie spéciale     | 15  | 10 | 6  | 4  | 2  |    |
| Côte de 1re catégorie  | 10  | 6  | 4  | 2  | 1  |    |
| Côte de 2e catégorie   | 5   | 3  | 1  |    |    |    |
| Côte de 3e catégorie   | 3   | 2  | 1  |    |    |    |

## Palmarès

### Palmarès par année
| Année   | Coureur                | Équipe                     | Points        | Autres maillots    |
| ------- | ---------------------- | -------------------------- | ------------- | ------------------ |
| 1935    | Edoardo Molinar        | Indépendant                | 68            | -                  |
| 1936    | Salvador Molina        | Indépendant                | 78            | -                  |
| 1937-40 | Pas de course          | Pas de course              | Pas de course | Pas de course      |
| 1941    | Fermín Trueba          | Indépendant                | 32            | -                  |
| 1942    | Julián Berrendero      | Indépendant                | ?             | Général            |
| 1943-44 | Pas de course          | Pas de course              | Pas de course | Pas de course      |
| 1945    | Julián Berrendero      | Indépendant                | 45            | -                  |
| 1946    | Emilio Rodríguez       | Indépendant                | 39            | -                  |
| 1947    | Emilio Rodríguez       | U.E. Sants i Real Sociedad | 28            | -                  |
| 1948    | Bernardo Ruiz          | UD Sans                    | 28            | Général            |
| 1949    | Pas de course          | Pas de course              | Pas de course | Pas de course      |
| 1950    | Emilio Rodríguez       | Sangalhos                  | 40            | Général            |
| 1951-54 | Pas de course          | Pas de course              | Pas de course | Pas de course      |
| 1955    | Giuseppe Buratti       | Italie                     | 35            | -                  |
| 1956    | Nino Defilippis        | Italie                     | 26            | -                  |
| 1957    | Federico Bahamontes    | Espagne                    | 26            | -                  |
| 1958    | Federico Bahamontes    | Espagne                    | 70            | -                  |
| 1959    | Antonio Suárez         | Licor 43                   | 56            | Général            |
| 1960    | Antonio Karmany        | KAS-Boxing                 | 65            | -                  |
| 1961    | Antonio Karmany        | KAS-Royal-Asport           | 52            | -                  |
| 1962    | Antonio Karmany        | KAS                        | 59            | -                  |
| 1963    | Julio Jiménez          | Faema-Flandria             | 61            | -                  |
| 1964    | Julio Jiménez          | KAS-Kaskol                 | 76            | -                  |
| 1965    | Julio Jiménez          | KAS-Kaskol                 | 62            | -                  |
| 1966    | Gregorio San Miguel    | KAS-Kaskol                 | 60            | -                  |
| 1967    | Mariano Díaz           | Fagor                      | 59            | -                  |
| 1968    | Francisco Gabica       | Fagor                      | 62            | -                  |
| 1969    | Luis Ocaña             | Fagor                      | 33            | -                  |
| 1970    | Agustín Tamames        | Werner                     | 69            | -                  |
| 1971    | Joop Zoetemelk         | Flandria-Beaulieu          | 106           | -                  |
| 1972    | José Manuel Fuente     | KAS-Kaskol                 | 97            | Général Régularité |
| 1973    | José Luis Abilleira    | La Casera-Peña Bahamontes  | 97            | -                  |
| 1974    | José Luis Abilleira    | La Casera-Peña Bahamontes  | 108           | Régularité         |
| 1975    | Andrés Oliva           | KAS-Kaskol                 | 117           | -                  |
| 1976    | Andrés Oliva           | KAS-Campagnolo             | 157           | -                  |
| 1977    | Pedro Torres           | Teka                       | 134           | -                  |
| 1978    | Andrés Oliva           | Teka                       | 112           | -                  |
| 1979    | Felipe Yáñez           | KAS-Campagnolo             | 95            | -                  |
| 1980    | Juan Fernández Martín  | Zor-Vereco                 | 94            | -                  |
| 1981    | José Luis Laguía       | Reynolds                   | 144           | -                  |
| 1982    | José Luis Laguía       | Reynolds                   | 90            | -                  |
| 1983    | José Luis Laguía       | Reynolds                   | 123           | -                  |
| 1984    | Felipe Yáñez           | Orbea                      | 81            | -                  |
| 1985    | José Luis Laguía       | Reynolds                   | 85            | -                  |
| 1986    | José Luis Laguía       | PDM-Concorde               | 146           | -                  |
| 1987    | Luis Herrera           | Café de Colombia           | 174           | Général            |
| 1988    | Álvaro Pino            | BH                         | 100           | -                  |
| 1989    | Óscar de Jesús Vargas  | Postobón Manzana           | 142           | Régularité         |
| 1990    | Martín Farfán          | Kelme-Ibexpress            | 123           | -                  |
| 1991    | Luis Herrera           | Ryalcao-Postobón           | 157           | -                  |
| 1992    | Carlos Hernández Bailo | Lotus-Festina              | 194           | -                  |
| 1993    | Tony Rominger          | CLAS-Cajastur              | 214           | Général Points     |
| 1994    | Luc Leblanc            | Festina                    | 158           | -                  |
| 1995    | Laurent Jalabert       | ONCE                       | 238           | Général Points     |
| 1996    | Tony Rominger          | Mapei-GB                   | 177           | -                  |
| 1997    | José María Jiménez     | Banesto                    | 153           | -                  |
| 1998    | José María Jiménez     | Banesto                    | 184           | -                  |
| 1999    | José María Jiménez     | Banesto                    | 133           | -                  |
| 2000    | Carlos Sastre          | Once-Deutsche Bank         | 102           | -                  |
| 2001    | José María Jiménez     | iBanesto.com               | 162           | Points             |
| 2002    | Aitor Osa              | iBanesto.com               | 107           | -                  |
| 2003    | Félix Cárdenas         | Labarca-2 Café Baqué       | 204           | -                  |
| 2004    | Félix Cárdenas         | Café Baqué                 | 167           | -                  |
| 2005    | Joaquim Rodríguez      | Saunier Duval-Prodir       | 200           | -                  |
| 2006    | Egoi Martínez          | Discovery Channel          | 129           | -                  |
| 2007    | Denis Menchov          | Rabobank                   | 90            | Général Combiné    |
| 2008    | David Moncoutié        | Cofidis                    | 143           | -                  |
| 2009    | David Moncoutié        | Cofidis                    | 186           | -                  |
| 2010    | David Moncoutié        | Cofidis                    | 51            | -                  |
| 2011    | David Moncoutié        | Cofidis                    | 63            | -                  |
| 2012    | Simon Clarke           | Orica-GreenEDGE            | 63            | -                  |
| 2013    | Nicolas Edet           | Cofidis                    | 46            | -                  |
| 2014    | Luis León Sánchez      | Caja Rural-Seguros RGA     | 58            | -                  |
| 2015    | Omar Fraile            | Caja Rural-Seguros RGA     | 82            | -                  |
| 2016    | Omar Fraile            | Dimension Data             | 58            | -                  |
| 2017    | Davide Villella        | Cannondale-Drapac          | 67            | -                  |
| 2018    | Thomas De Gendt        | Lotto-Soudal               | 64            | -                  |
| 2019    | Geoffrey Bouchard      | AG2R La Mondiale           | 76            | -                  |
| 2020    | Guillaume Martin       | Cofidis                    | 99            | -                  |
| 2021    | Michael Storer         | Team DSM                   | 80            | -                  |
| 2022    | Richard Carapaz        | Ineos Grenadiers           | 73            | -                  |
| 2023    | Remco Evenepoel        | Soudal Quick-Step          | 135           | Combativité        |
| 2024    | Jay Vine               | UAE Emirates               | 78            | -                  |

### Palmarès par nations
| # | Pays      | Nombre de victoires | Nombre de vainqueurs différents | Dernière victoire       |
| - | --------- | ------------------- | ------------------------------- | ----------------------- |
| 1 | Espagne   | 48                  | 30                              | Omar Fraile (2016)      |
| 2 | France    | 9                   | 6                               | Guillaume Martin (2020) |
| 3 | Colombie  | 6                   | 4                               | Félix Cárdenas (2004)   |
| 4 | Italie    | 4                   | 4                               | Davide Villella (2017)  |
| 5 | Australie | 3                   | 3                               | Jay Vine (2024)         |
| 6 | Suisse    | 2                   | 1                               | Tony Rominger (1996)    |
| 6 | Belgique  | 2                   | 2                               | Remco Evenepoel (2023)  |
| 6 | Équateur  | 1                   | 1                               | Richard Carapaz (2022)  |
| 6 | Pays-Bas  | 1                   | 1                               | Joop Zoetemelk (1971)   |
| 6 | Russie    | 1                   | 1                               | Denis Menchov (2007)    |

### Palmarès par coureur
| Pl | Vainqueurs          | Pays     | Nombre de victoires | Années                       |
| -- | ------------------- | -------- | ------------------- | ---------------------------- |
| 1  | José Luis Laguía    | Espagne  | 5                   | 1981, 1982, 1983, 1985, 1986 |
| 2  | José María Jiménez  | Espagne  | 4                   | 1997, 1998, 1999, 2001       |
| 2  | David Moncoutié     | France   | 4                   | 2008, 2009, 2010, 2011       |
| 4  | Emilio Rodríguez    | Espagne  | 3                   | 1946, 1947, 1950             |
| 4  | Antonio Karmany     | Espagne  | 3                   | 1960, 1961, 1962             |
| 4  | Julio Jiménez       | Espagne  | 3                   | 1963, 1964, 1965             |
| 4  | Andrés Oliva        | Espagne  | 3                   | 1975, 1976, 1978             |
| 8  | Julián Berrendero   | Espagne  | 2                   | 1942, 1945                   |
| 8  | Federico Bahamontes | Espagne  | 2                   | 1957, 1958                   |
| 8  | José Luis Abilleira | Espagne  | 2                   | 1973, 1974                   |
| 8  | Felipe Yáñez        | Espagne  | 2                   | 1979, 1984                   |
| 8  | Luis Herrera        | Colombie | 2                   | 1987, 1991                   |
| 8  | Tony Rominger       | Suisse   | 2                   | 1993, 1996                   |
| 8  | Félix Cárdenas      | Colombie | 2                   | 2003, 2004                   |
| 8  | Omar Fraile         | Espagne  | 2                   | 2015, 2016                   |